# Episodi di Student Bodies (prima stagione)
La prima stagione della serie televisiva Student Bodies è stata trasmessa in anteprima in Canada dalla YTV a partire dal 28 ottobre 1997.
Precedentemente, il 10 gennaio 1997, è andato in onda l'episodio pilota della serie.
| nº | Titolo originale      | Titolo italiano | Prima TV Canada  | Prima TV Italia |
| -- | --------------------- | --------------- | ---------------- | --------------- |
| 0  | Pilot                 |                 | 10 gennaio 1997  |                 |
| 1  | Disco Cody            |                 | 28 ottobre 1997  |                 |
| 2  | Monsieur Cody         |                 | 1997             |                 |
| 3  | The Bully             |                 | 11 ottobre 1997  |                 |
| 4  | A Date with Morgan    |                 | 22 ottobre 1997  |                 |
| 5  | All Hallow's Eve      |                 | 25 ottobre 1997  |                 |
| 6  | Scheming Victor       |                 | 1º novembre 1997 |                 |
| 7  | Mags' Dark Side       |                 | 1997             |                 |
| 8  | Cody for Prez         |                 | 4 novembre 1997  |                 |
| 9  | Tutor's Pet           |                 | 22 novembre 1997 |                 |
| 10 | The Christmas Concert |                 | 20 dicembre 1997 |                 |
| 11 | Mags' Birthday        |                 | 17 gennaio 1998  |                 |
| 12 | Cyrano de Edison      |                 | 10 dicembre 1997 |                 |
| 13 | Goop                  |                 | 29 gennaio 1998  |                 |
| 14 | Valentine's Day       |                 | 14 febbraio 1998 |                 |
| 15 | Victor in Love        |                 | 1998             |                 |
| 16 | Date-A-Rama           |                 | 1998             |                 |
| 17 | Mags' Secret Admirer  |                 | 1998             |                 |
| 18 | Mags' Rags            |                 | 14 marzo 1998    |                 |
| 19 | Career Day            |                 | 21 marzo 1998    |                 |
| 20 | Secret Weapon         |                 | 16 giugno 1998   |                 |
| 21 | Flash                 |                 | 16 giugno 1998   |                 |
| 22 | Cody Presley          |                 | 1998             |                 |
| 24 | Bad Girl Emily        |                 | 1998             |                 |
| 25 | Grounded              |                 | 1998             |                 |
| 26 | Tanya                 |                 | 1998             |                 |